# Пабло Бариос
Пабло Бариос Ривас (шп. Pablo Barrios Rivas; Мадрид, 15. јун 2003) је шпански фудбалер који тренутно наступа за Атлетико Мадрид. Игра на позицији везног играча.